# Pedagogía de la emancipación
Se conoce como pedagogía de la emancipación o pedagogía emancipadora al conjunto de corrientes de pensamiento, miradas teóricas, proyectos y formas de enseñanza que fundadas sobre una mirada crítica al método implementado por el sistema educativo moderno que apuesta a la reproducción e institucionalización de las relaciones sociales capitalistas, implementan iniciativas pedagógico-didácticas orientadas a incidir en lo educativo con miras a la transformación del orden social vigente.
Esta propuesta, desde una perspectiva histórica pasa por:
- Formar para la soberanía cognitiva (entendida como capacidad de pensar con cabeza propia)
- Desplegar todos los aspectos de la personalidad (saber pensar, saber decir, saber sentir, saber hacer, saber convivir)
- Educar gobernantes y productores libres

Para ello, una parte fundamental tiene que ver con la construcción de una práctica pedagógica reflexiva, con docentes investigadores que construyan conocimiento y que produzcan nuevas conceptualizaciones que profundicen la imbricación de teoría y práctica. Es importante reformular el papel del docente, hacerlo agente de diálogo desde múltiples culturas, generadores de nuevo conocimiento y productor de nuevas propuestas pedagógicas.